# Overmonnow
Overmonnow je předměstí velšského města Monmouth položené západně od řeky Monnow a mostu přes ni. Vzniklo už ve středověku, kdy bylo chráněno obranným příkopem Clawdd-du neboli Black Dyke, jehož zbytky jsou dnes chráněny coby historická památka. Později se oblasti přezdívalo Little Monmouth („Malý Monmouth“) a pravděpodobně také Cappers Town („Město čepičářů“). Oblast se během času rozvíjela, zejména od druhé poloviny 20. století a dnes je wardem spadajícím pod Monmouthshire County Council.

## Dějiny

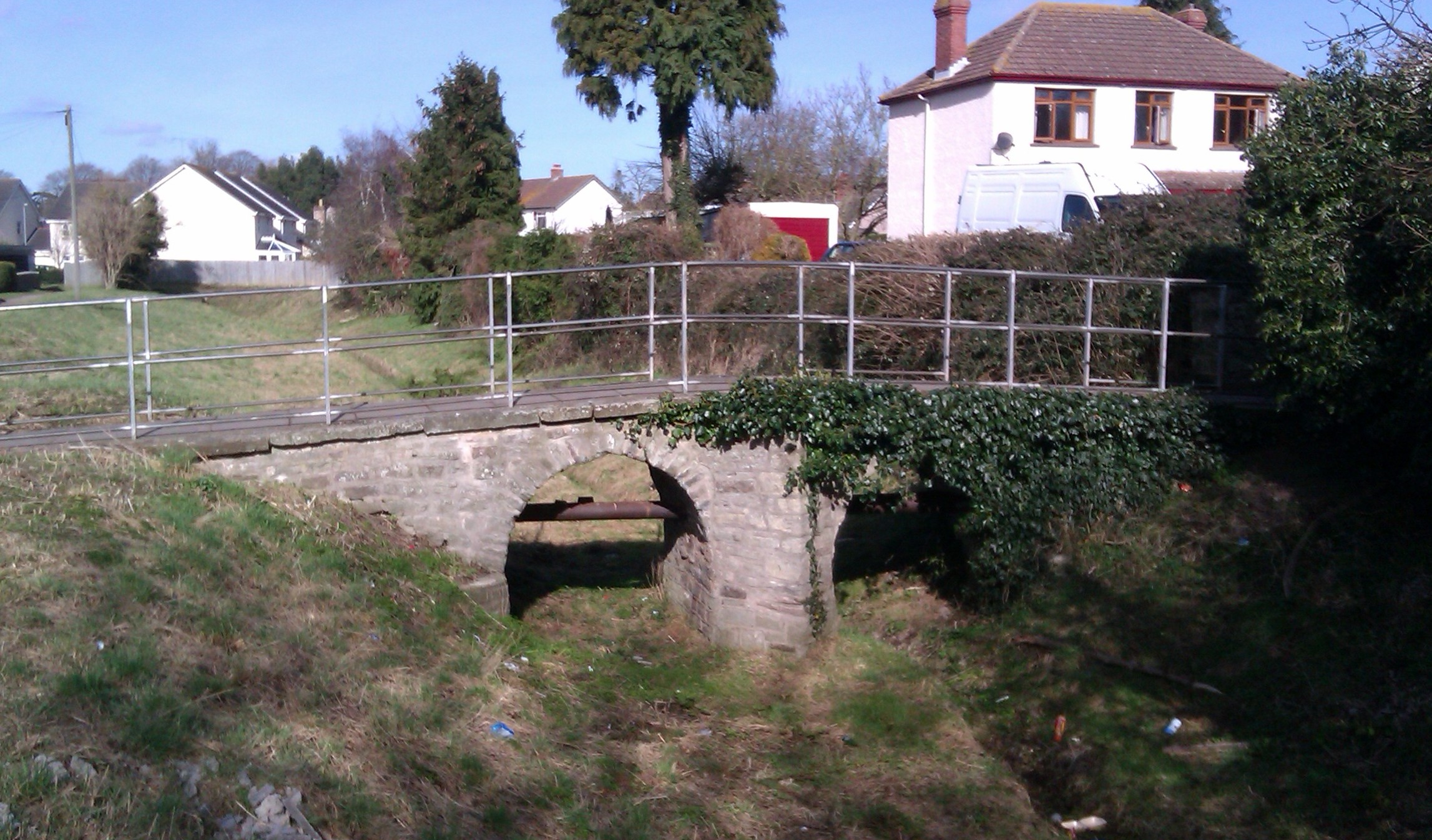
Most přes prastarý vodní příkop Clawdd-du

V období dobývání Anglie Normany patřila oblast východně od řeky Monnow a severně od řeky Wye do oblasti zvané Archenfield, která patřila k hrabství Hereford a byla tak považována za součást Anglie, zatímco území na západ od řeky Monnow, včetně dnešního Overmonnow, bylo považováno za součást Walesu. Po zbudování hradu Monmouth Normany se Monmouth vyvinul v tržní město s říčním přístavem; středisko výroby železných výrobků a výrobků z mykané příze. Během dvanáctého století už se rozvoj města rozšířil přes Monnow do Overmonnow, kde vzniklo předměstí. Středověké zpracování železa v Overmonnow mělo za následek vytváření množství odpadní strusky vytvářející její hromady. Tak vznikl například název dnešní ulice Cinderhill street (cinder – struska, hill – kopec, street – ulice). V osmnáctém století byly hromady strusky odstraněny. Také zde byly zpracovávány vlněné výrobky, zejména Monmouthské čapky, které byly oblíbené od patnáctého do osmnáctého století, což mělo za následek přezdívku Cappers' Town („Město čepičářů“). Historická existence tohoto názvu je ovšem zpochybňována.
Oblasti se také přezdívalo „Malý Monmouth“. V devatenáctém století se rozšířilo přesvědčení, že „Malý Monmouth“ byl kdysi samostatnou obcí nezávislou na „Velkém Monmouthu“. Toto přesvědčení má zřejmě svůj původ ve scénce sehrané při oslavách korunovace královny Viktorie v roce 1838, kdy se „starosta Overmonnow“ nejprve dožadoval vstupu do Monmouthu po mostě přes Monnow a po vpuštění objížděl město spolu se skutečným starostou Monmouthu. Navíc byl most dějištěm každoročních bitek skupin z „Horního města“ a „Čepičářského města“, které se konaly 1. května a 29. května, a mládež v nich bojovala pometly vylepšenými kamením. To bylo roku 1858 zakázáno.
Příkop Clawdd-du je dnes z větší části bez vody, nicméně ve většině své délky existuje dodnes a plní odvodňovací funkci.

## Pozoruhodné budovy

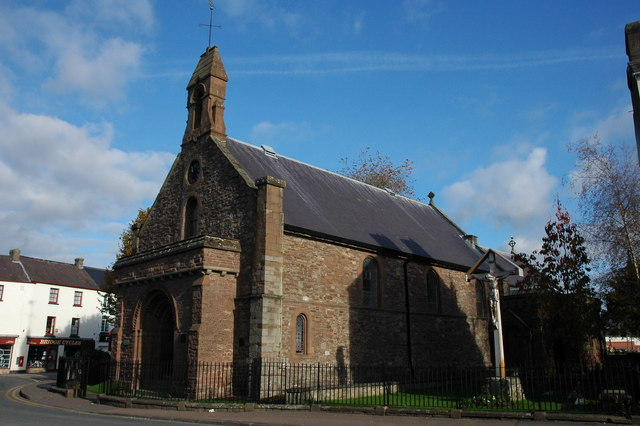
Kostel svatého Tomáše Mučedníka

Blízko mostu přes Monnow se v Overmonnow nachází kostel svatého Tomáše Mučedníka, který pochází nejméně z dvanáctého století. V roce 1830 získal vlastní farnost odtrženou od převorského kostela panny Marie v centru Monmouthu. Vedle kostela se uprostřed kruhového objezdu nachází starý kříž, který pochází ze středověku, ovšem byl důkladně renovován v roce 1888. Naproti kostelu se nachází Overmonnow House, bývalá fara s gregoriánským průčelím.
Drybridge house je dům postavený v roce 1671 Williamem Robertsem, kde je dnes komunitní centrum.